# أبريل هاني
أبريل هاني (بالإنجليزية: April Haney)‏ هي ممثلة أمريكية، ولدت في 6 فبراير 1969 في شيكاغو في الولايات المتحدة.
نالت شهرتها في دور ليلا بيمبروك في المسلسل الهزلي Charles in charge في موسمه الأول من سنة 1984 إلى غاية 1985، كما لعبت دور اليتيمة كايت في الفيلم الموسيقي الصادر سنة 1982 آني ، تركت التمثيل في منتصف التسعينات لمتابعة دراستها للماستر تخصص الإستشارة النفسية،و تزوجت المحامي ويليام بيرسان و أنجبت طفلا اسمه شون.

## وصلات خارجية
- أبريل هاني على موقع IMDb (الإنجليزية)
- أبريل هاني على موقع أول موفي (الإنجليزية)
- أبريل هاني على موقع قاعدة بيانات الفيلم (الإنجليزية)